# Ayy Macarena
Ayy Macarena è un singolo del rapper statunitense Tyga, pubblicato il 10 novembre 2019.

## Descrizione
Il brano contiene un'interpolazione della Macarena dei Los del Río, hit dell'estate 1996. L'hook che introduce la canzone è cantato da J Balvin, che però non è stato accreditato nel singolo.

## Video musicale
Il video musicale è stato reso disponibile attraverso YouTube il 17 dicembre 2019. Nella clip sono presenti in un cameo i Los del Río.

## Tracce
Testi e musiche di Micheal Ray Stevenson, Antonio Romero Monge, Pliznaya e Rafael Ruiz Perdigones.
Download digitale
1. Ayy Macarena – 2:11

Download digitale – Remix
1. Ayy Macarena (con Ozuna) (Remix) – 2:12

## Formazione
- Tyga – voce
- Pliznaya – produzione
- Chase Daniels – assistenza all'ingegneria del suono
- Damon Riggins – assistenza all'ingegneria del suono
- Evan Linhoss – assistenza all'ingegneria del suono
- Jacob Richards – assistenza all'ingegneria del suono
- Mike Seaberg – assistenza all'ingegneria del suono
- Christian "CQ" Quinonez – missaggio, registrazione
- Jaycen Joshua – missaggio
- Colin Leonard – mastering

## Classifiche

### Classifiche settimanali
| Classifica (2019-20)  | Posizione massima |
| --------------------- | ----------------- |
| Australia             | 62                |
| Austria               | 13                |
| Belgio (Fiandre)      | 54                |
| Belgio (Vallonia)     | 51                |
| Canada                | 48                |
| Danimarca             | 24                |
| Francia               | 97                |
| Germania              | 9                 |
| Grecia                | 4                 |
| Italia                | 21                |
| Lituania              | 62                |
| Portogallo            | 64                |
| Repubblica Ceca       | 82                |
| Repubblica Dominicana | 48                |
| Romania               | 6                 |
| Slovacchia            | 56                |
| Spagna                | 27                |
| Stati Uniti           | 103               |
| Svizzera              | 9                 |
| Ucraina               | 46                |
| Ungheria              | 32                |

### Classifiche di fine anno
| Classifica (2020) | Posizione |
| ----------------- | --------- |
| Germania          | 74        |
| Romania           | 8         |
| Svizzera          | 81        |